# استفانو دی آنجلیس
استفانو دی آنجلیس (انگلیسی: Stefano De Angelis؛ زادهٔ ۲۳ مهٔ ۱۹۷۴) بازیکن فوتبال اهل ایتالیا است.
از باشگاه‌هایی که در آن بازی کرده‌است می‌توان به باشگاه فوتبال کوزنتسا کالچو، باشگاه فوتبال سالرنیتانا، باشگاه فوتبال کالیاری، باشگاه فوتبال جنوآ، و باشگاه فوتبال آولینو اشاره کرد.